# Moniliophthora roreri
Moniliophthora roreri là một bệnh cây cacao ở châu Mỹ.